# Merville (Alta Garonna)
Merville è un comune francese di 4 768 abitanti situato nel dipartimento dell'Alta Garonna nella regione dell'Occitania.
Il territorio comunale è bagnato dalle acque del fiume Save.

## Società

### Evoluzione demografica
Abitanti censiti

## Monumenti

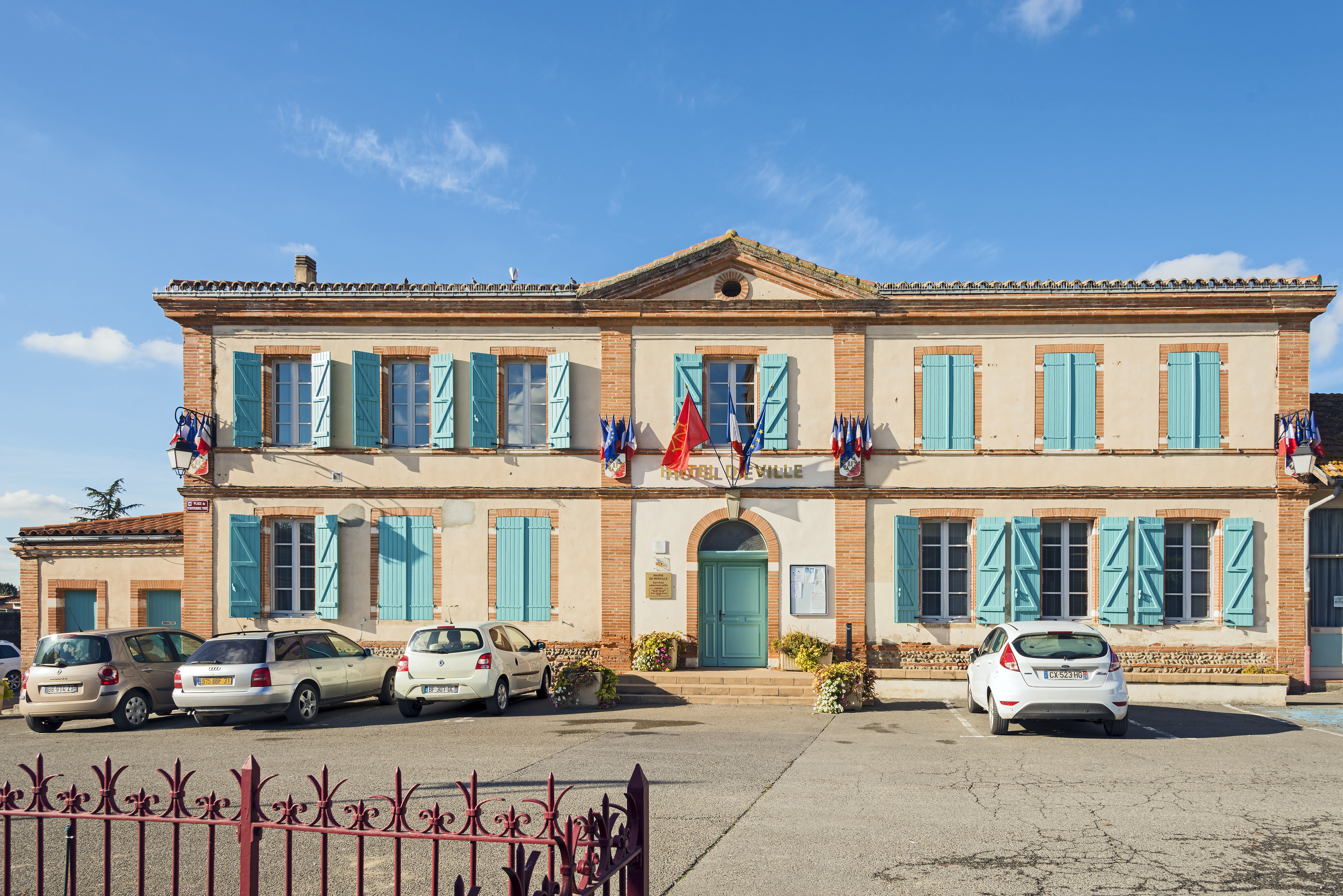
Il municipio
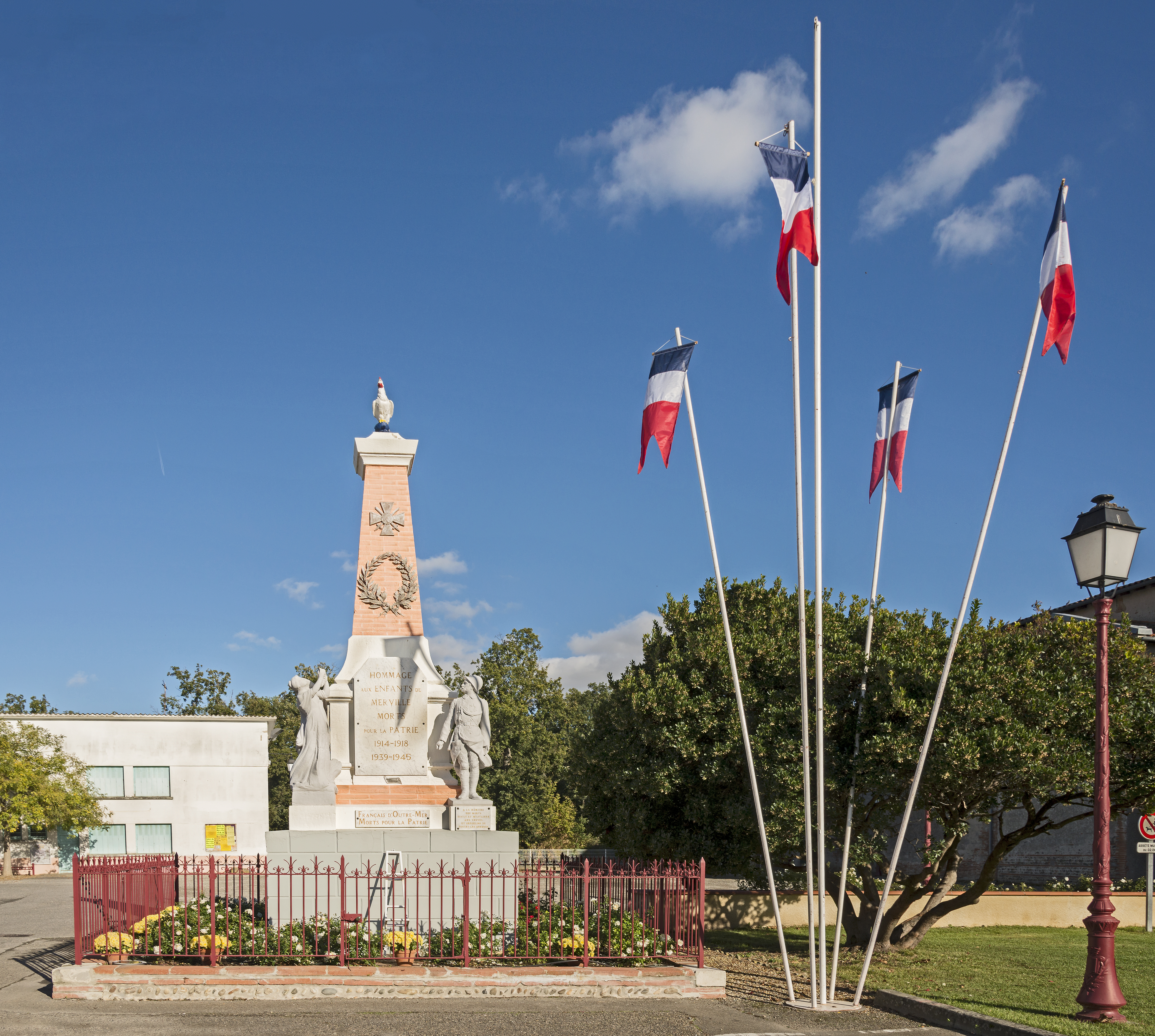
Ossario
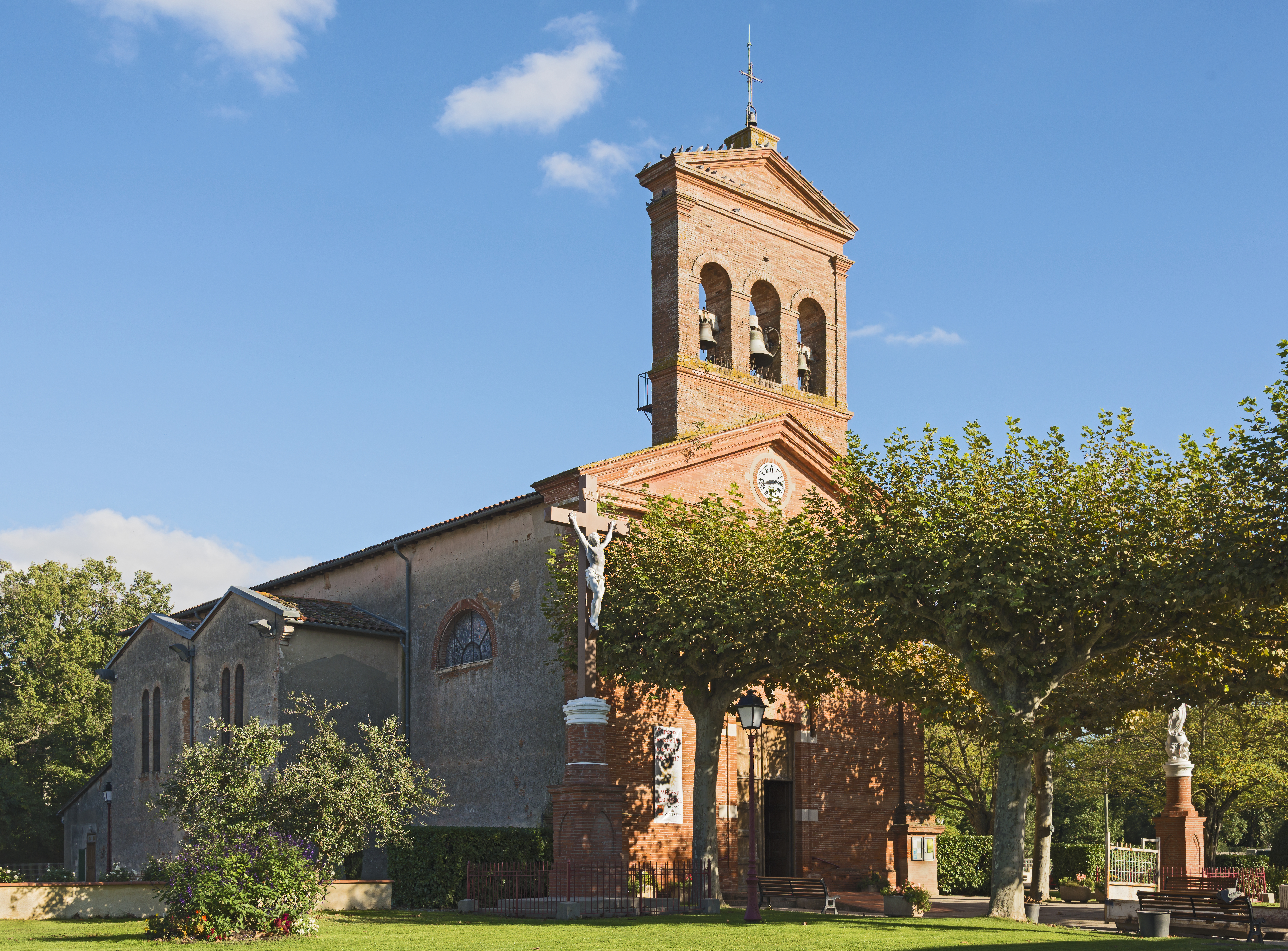
Chiesa Saint Saturnin
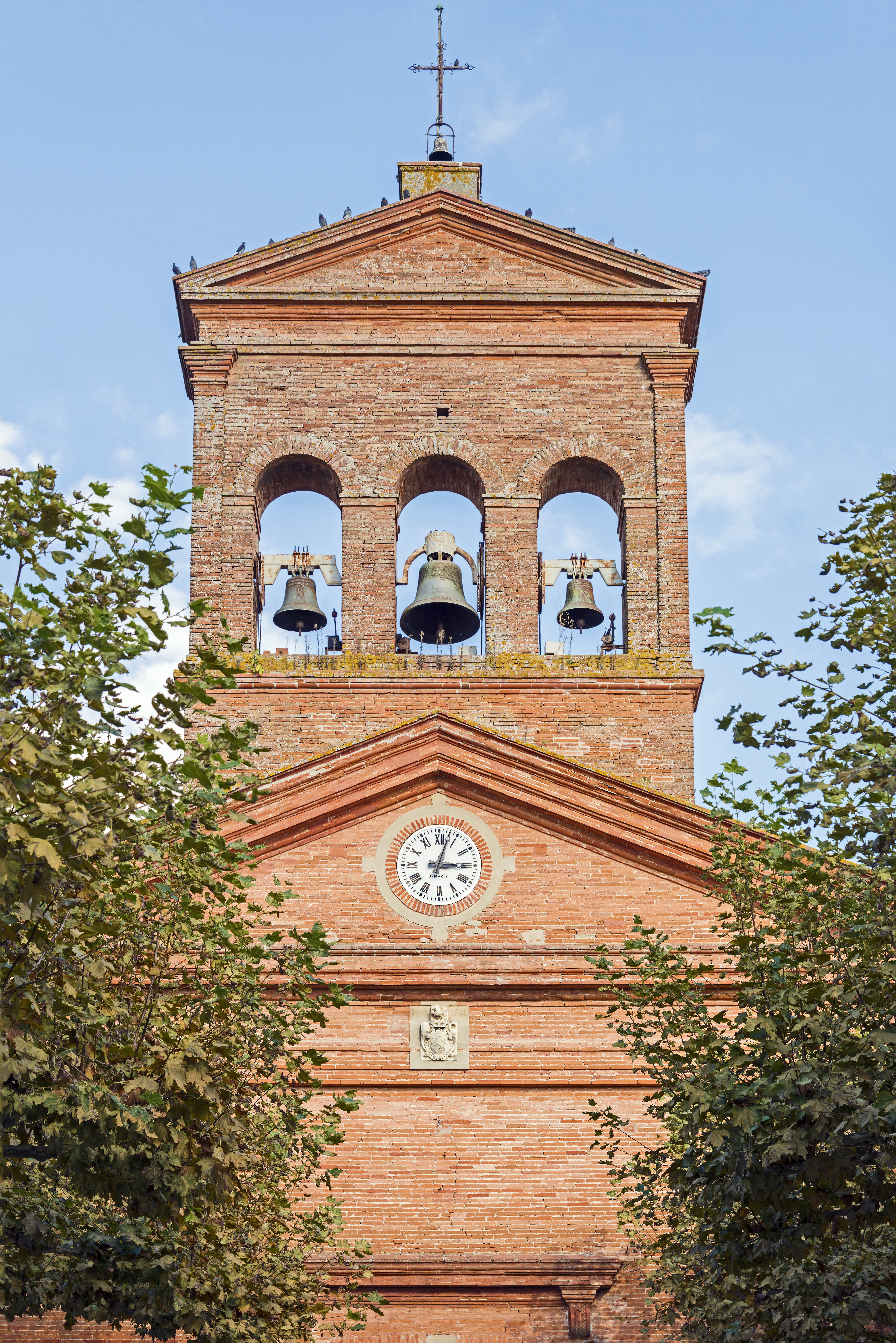
Il campanile a vela
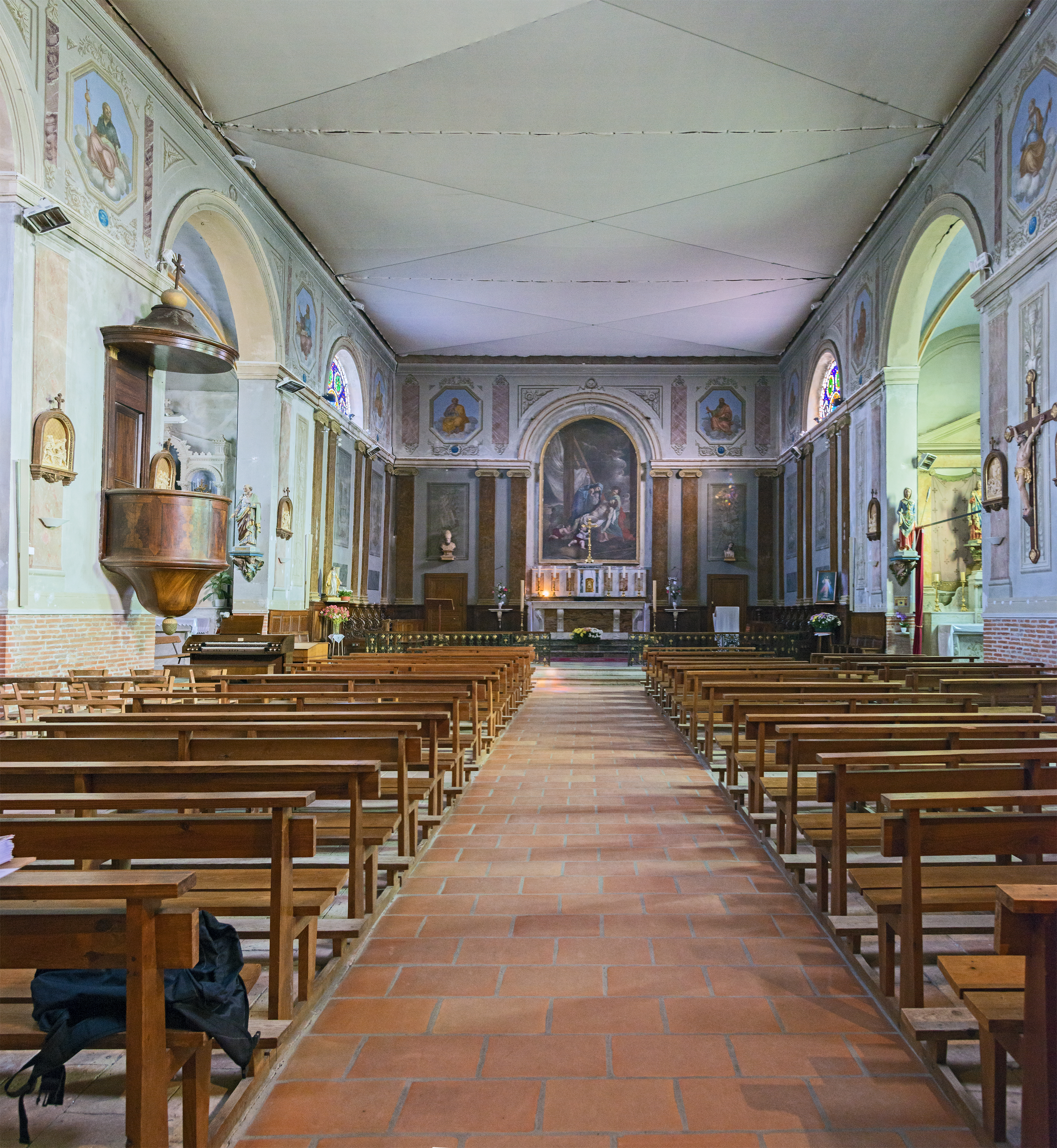
La navata
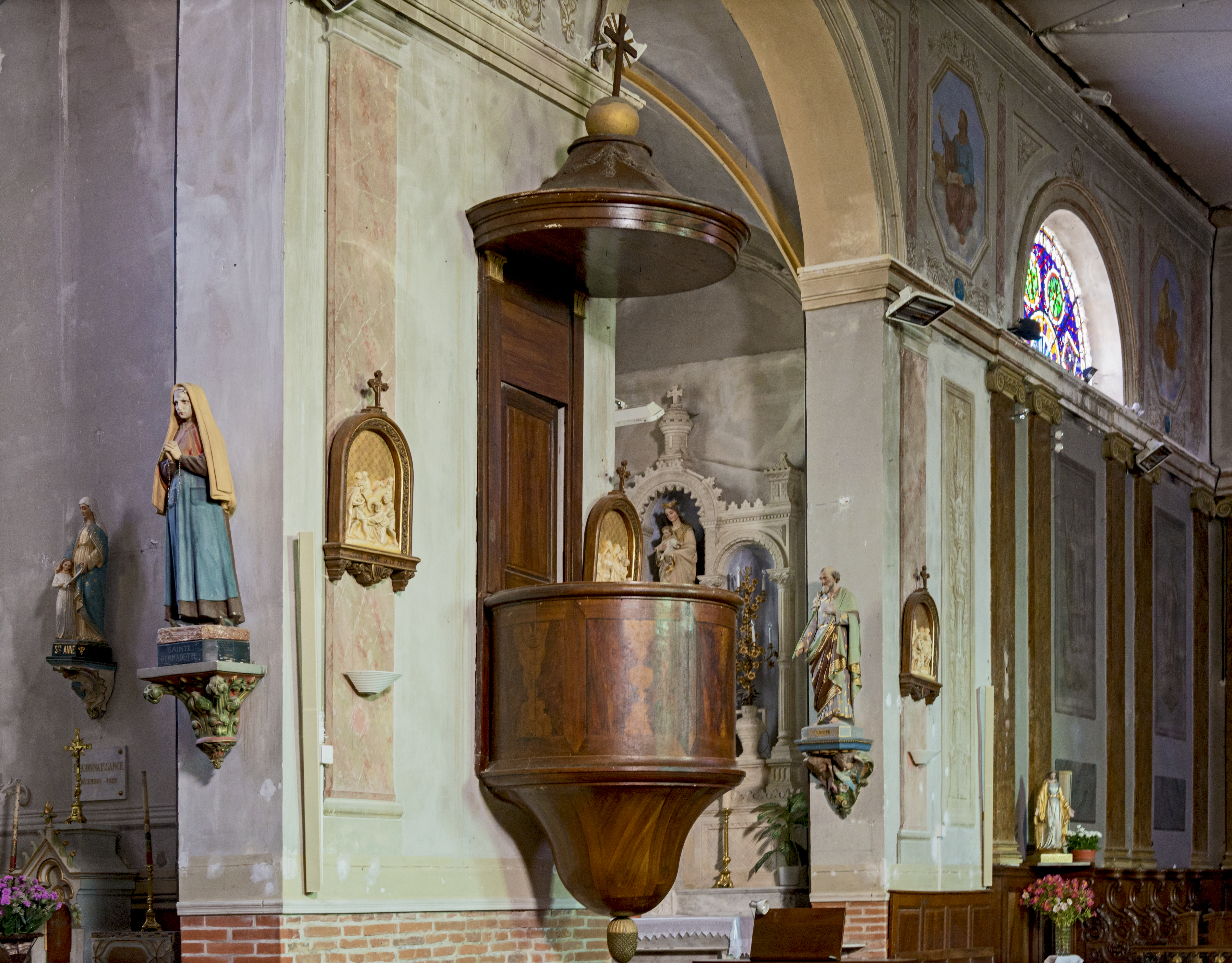
Il pulpito
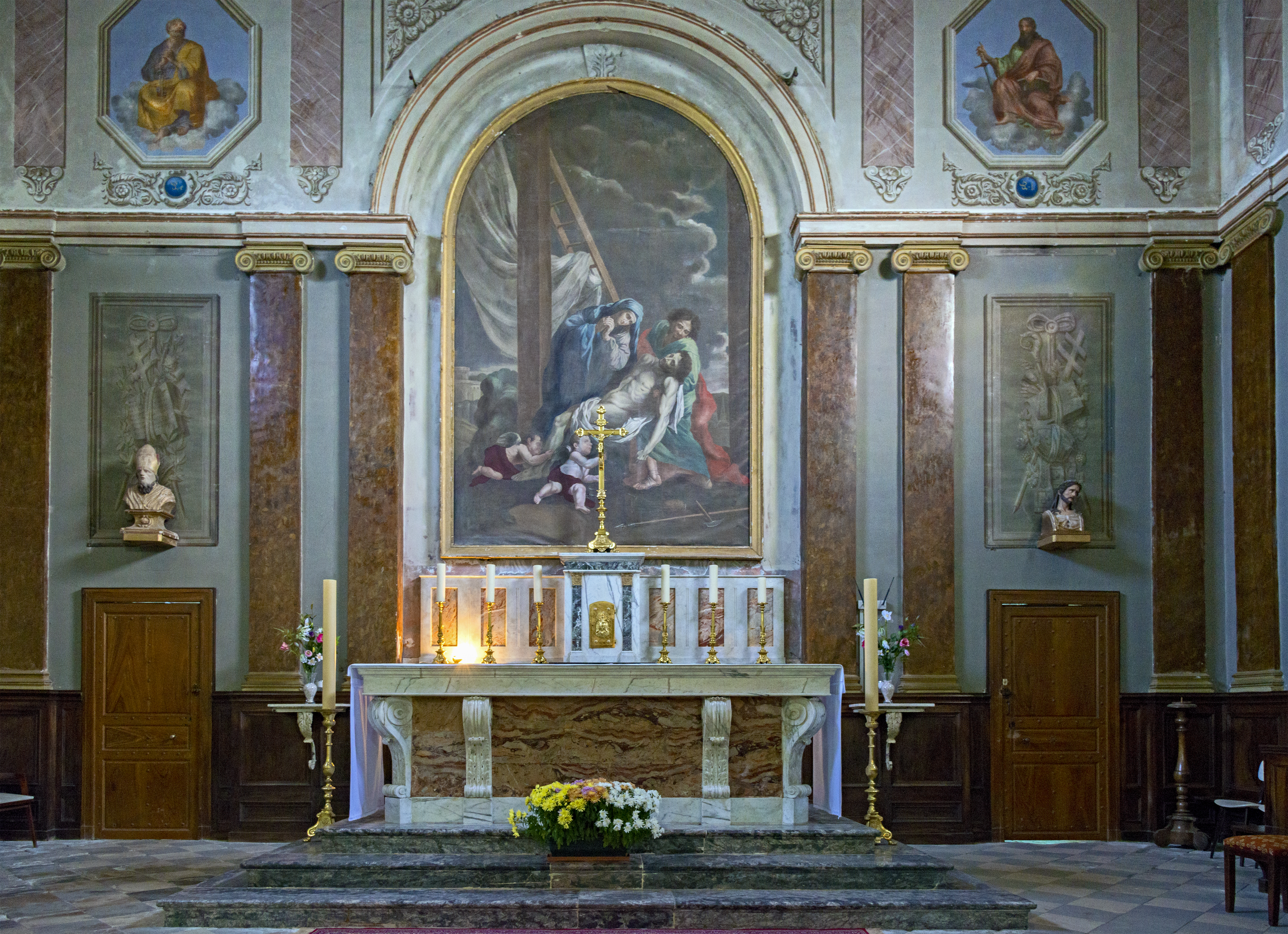
L'altare
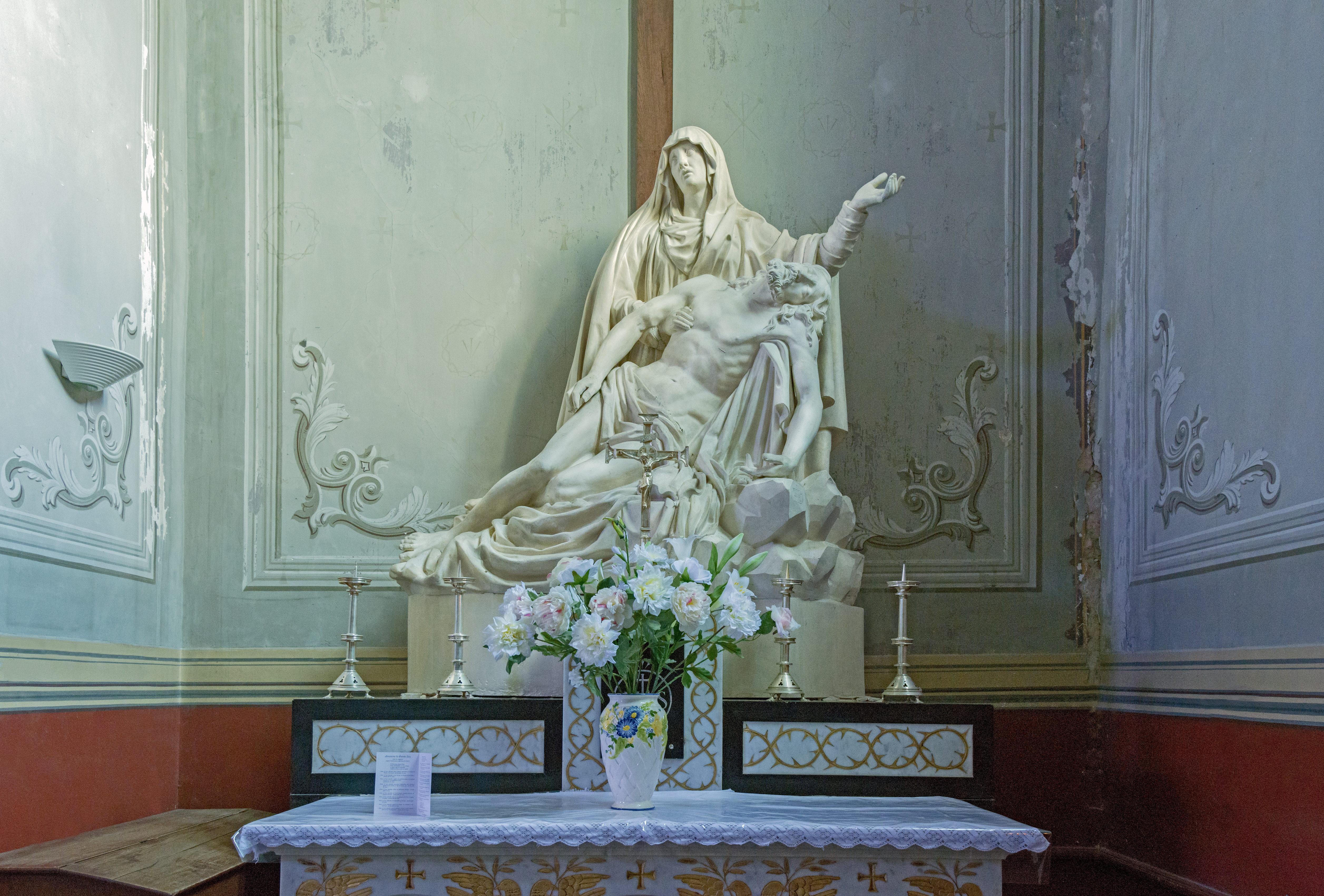
La Pietà